# Ulmer Eisenbahnfreunde
Die Ulmer Eisenbahnfreunde e. V. (UEF) sind ein Verein zur Förderung der Erhaltung historisch wertvollen Eisenbahnmaterials. Der Verein wurde 1969 gegründet, hat etwa 700 Mitglieder und verfügt über etwa zwölf Dampflokomotiven sowie zahlreiche historische Wagen.

## Sektionen
Der Verein gliedert sich seit 1999 in vier Sektionen, wobei zwei Sektionen rechtlich eigenständig und somit indirekte Sektionen sind (Lokalbahn und Historischer Dampfschnellzug). 

### Sektion Schmalspurbahn

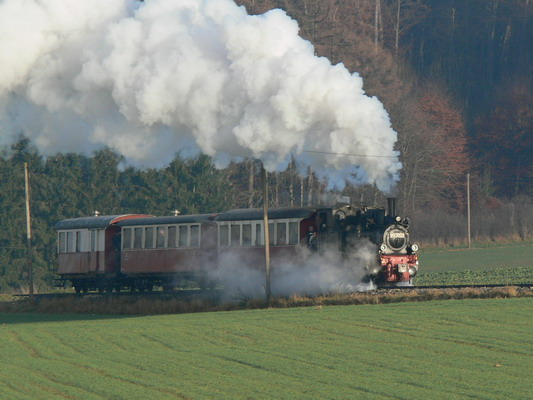
Das Albbähnle kurz vor dem Bahnhof Oppingen

Befahren wird die 5,7 Kilometer lange Schmalspurstrecke Amstetten–Oppingen (Albbähnle) mit eigenen Fahrzeugen. Eingesetzt wird die Lokomotive 99 7203, teilweise auch die Diesellokomotive D8.

### Sektion Lokalbahn (UEF Lokalbahn Amstetten-Gerstetten e. V.)

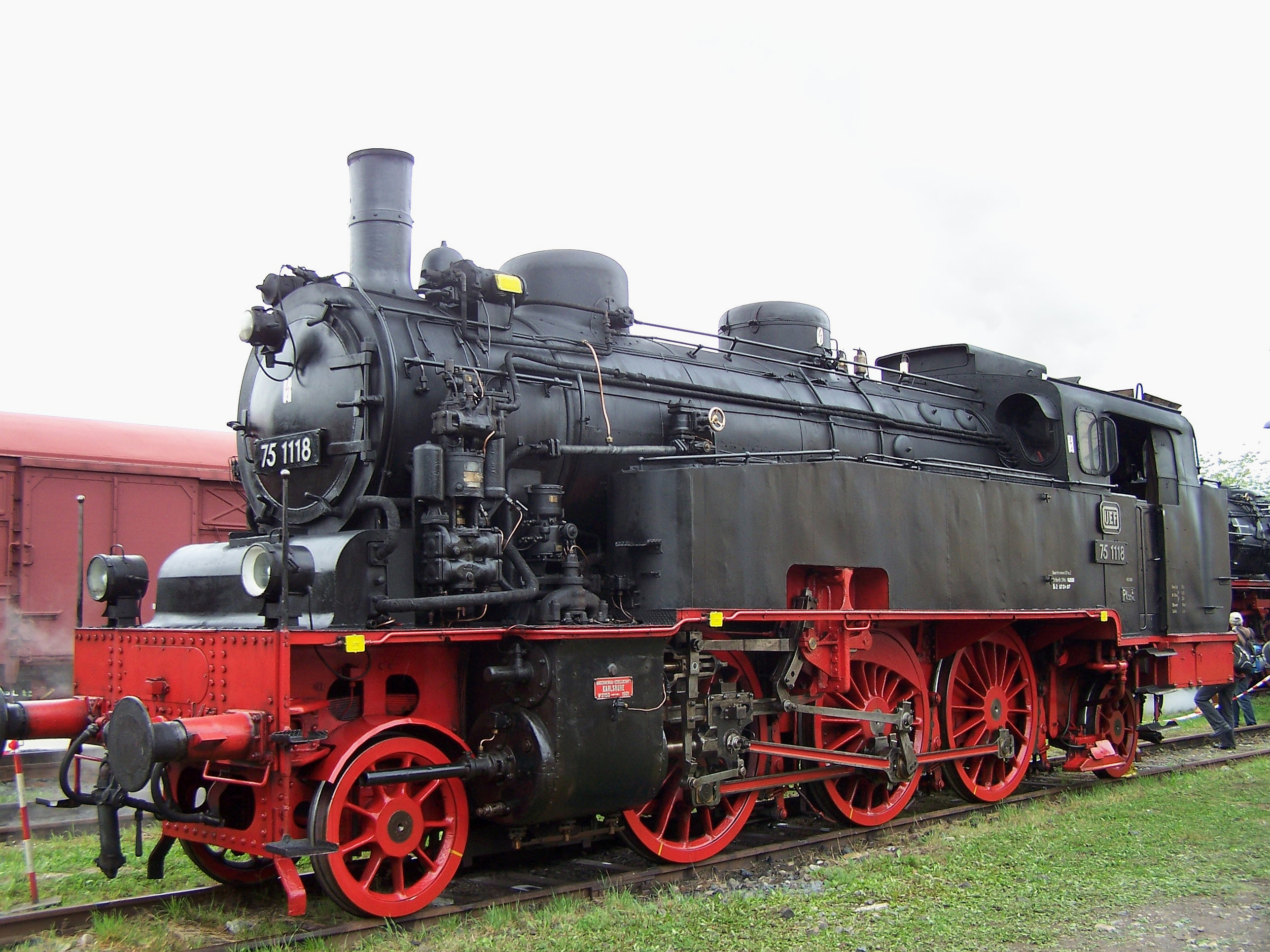
75 1118 im Dampflokwerk Meiningen

Auf der vereinseigenen Strecke Amstetten–Gerstetten verkehren historische Lokalbahn-Dampfzüge sowie seit Mitte 2006 der Museumstriebwagen T06, gelegentlich auch Güterzüge. Die Dampflokomotive 75 1118 befördert die historischen Dampfzüge. Die Sektion (UEF Lokalbahn Amstetten-Gerstetten e. V.) besitzt weitere Diesellokomotiven und Triebwagen sowie historische Nebenbahn-Personenwagen.

### Sektion Ettlingen (Dampfnostalgie Karlsruhe)
Auf zwei Eisenbahnstrecken der Albtal-Verkehrs-Gesellschaft, darunter die Ettlinger Seitenbahn von Ettlingen West nach Ettlingen Stadt und die Albtalbahn zwischen Ettlingen Stadt und Bad Herrenalb, sowie zwischen Karlsruhe und Baiersbronn, das heißt auf der Bahnstrecke Mannheim–Basel beziehungsweise der Murgtalbahn, verkehrt ein Zug mit historischen Eilzugwagen und der Dampflokomotive 58 311 der Baureihe G 12. Diese wurde 1921 bei der Maschinenbau-Gesellschaft Karlsruhe gebaut. 50 2740 wird auf der Albtal- und Murgtalbahn eingesetzt.
Die Lok 58 311 ist das einzige noch betriebsfähige Exemplar der Baureihe und mit Unterbrechungen seit 1985 fahrbereit. Neben den Museumsfahrten in Albtal und Murgtal wurde sie schon mehrfach im Winterhalbjahr für Sonderfahrten in ihre ehemalige Heimat Bahnhof Aue (Sachs) verliehen. Seit 2022 wurde sie außerdem mehrmals von privaten Unternehmen und von der Deutschen Bahn für reguläre Bauzugfahrten auf Strecken mit abgeschalteter Elektrifizierung gemietet. Im April 2024 zog sie einen 1.700 Tonnen schweren Bauzug mit Betonschwellen von Aschaffenburg nach Karlsruhe.
Stationiert sind bei der Sektion Ettlingen weitere Dampflokomotiven, die aber nicht betriebsfähig sind (Baureihe 44 und Baureihe 86). Die Wagen des Eilzuges wurden größtenteils in den 30er Jahren gebaut und in den 50er Jahren modernisiert. Im in Ettlingen stationierten Gepäckwagen Dye 973 (AVG 408), der in der Regel für den kostenlosen Fahrradtransport verwendet wird, wurden 1991 die sterblichen Überreste Friedrichs des Großen von Hechingen nach Potsdam überführt.

### Sektion Historischer Dampfschnellzug (UEF Historischer Dampfschnellzug e. V.)

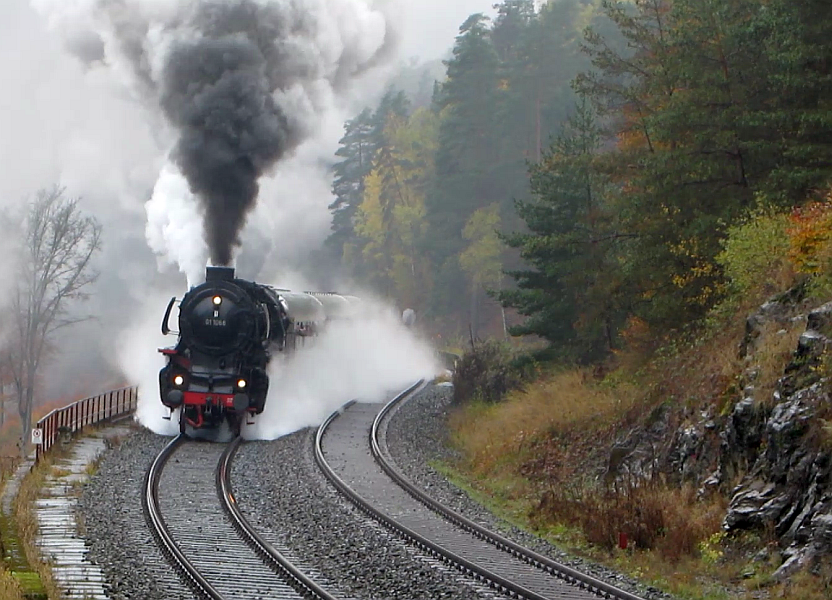
01 1066 auf der Schiefen Ebene

Die Sektion unterhält die wohl bekannteste Dampflokomotive der Ulmer Eisenbahnfreunde, die 01 1066, – derzeit (2018) abgestellt – sowie den passenden historischen Bundesbahn-Schnellzugwagen der 1. und 2. Wagenklasse aus den 1960er Jahren. Hinzu kommt seit Anfang 2018 noch ein Speisewagen vom Typ WRtmh 134. Die Schnellzugwagen aus den 1920er und 30er Jahren mussten mittlerweile alle abgestellt werden. Der historische Dampfschnellzug – verstärkt durch die Schnellzugwagen diverser Partner wie den Passauer Eisenbahnfreunde, DB Museum, DBK Historische Bahn – ist in ganz Deutschland unterwegs, meistens jedoch in Süddeutschland. Bei Mehrtagesfahrten wurden beispielsweise schon Österreich, Italien, Frankreich, Ungarn, Schweden und Russland (Kaliningrad) bereist.
Die Schnellzugdampflokomotiven waren im Süddeutschen Eisenbahnmuseum Heilbronn stationiert, die Wagen in Stuttgart. Bis 2016 war im Bahnpark Augsburg die nicht betriebsfähige 01 1081 als Museumsexponat ausgestellt. Diese befindet sich nun wieder in Heilbronn, ist aber nicht öffentlich zugänglich abgestellt.
Der HDS übernahm die 01 173 als Leihgabe von den Freunde und Förderer des Deutschen Technikmuseums Berlin e. V. (FDTM). Die Lokomotive soll gemeinsam wieder betriebsfähig aufgearbeitet werden. Die 01 173 war ursprünglich die erste UEF Schnellzuglok.

## Zugbetrieb
Der gesamte Zugbetrieb wird ehrenamtlich von Vereinsmitgliedern durchgeführt, vom Wagenbetreuer bis zum geprüften Lokomotivführer. Dies umfasst nicht nur allein den Fahrbetrieb, sondern auch die Arbeiten vor und nach dem Einsatz sowie – soweit machbar und zulässig – Restaurierungs- und Reparaturarbeiten.

## Film
- Eisenbahn-Romantik Folge 214 vom 19. Oktober 1996: 25 Jahre Ulmer Eisenbahn-Freunde (30 min)